# Challans
Challans je upravno središte istoimenog francuskog kantona u okrugu Sables-d'Olonne na sjeverozapadu departmana Vendée, u regiji Pays de la Loire.

## Zemljopis
Challans je smješten na rubu močvarnog područja Marais breton, nedaleko od atlantske obale. Upravo zbog blizine obale i maritimnog utjecaja Atlantika, klima je vrlo ugodna, a grad se može pohvaliti i s 250 sunčanih dana godišnje. 
Grad se nalazi otprilike 40 km od departmanskog središta La Roche-sur-Yon, 60 km od Nantesa, 15 km od Saint-Jean-de-Montsa i 35 km od Noirmoutiera, te tako ima povlašten položaj u sjeverozapadnom dijelu departmana Vendée.
Zemljopisne koordinate Challansa su 46° 50' 48" sj.z.š. i 01° 52' 41" z.z.d.
Grad se prostire na površini od 64.84 km².

## Demografija
Iako se još uvijek radi o gradu manje veličine, prema broju stanovnika Challans je druga općina u departmanu s 17 974 stanovnika prema procjeni iz 2002. godine. Gustoća naseljenosti je tako dosegnula 277,2 stan./km².
Stanovništvo je u drugoj polovici 20. stoljeća raslo dosta velikom brzinom, djelomično zbog prirodnog prirasta, a u posljednjim destljećima ponajviše zbog doseljavanja. U 50 godina broj stanovnika se utrostručio (5600 stan. 1950., 16132 stan. 1999. godine).
| 1950.     | 1962. | 1968. | 1975. | 1982. | 1990. | 1999. | 2000.* | 2001.* | 2002.* |
| --------- | ----- | ----- | ----- | ----- | ----- | ----- | ------ | ------ | ------ |
| 5600      | 6962  | 8558  | 11794 | 12845 | 14203 | 16132 | 17179  | 17589  | 17974  |
| *procjena |       |       |       |       |       |       |        |        |        |

## Povijest
Početci Challansa sežu u prapovijest, o čemu svjedoče megalitski lokaliteti pronađeni u ovome kraju. Ime grada najvjerojatnije dolazi od riječi « kal » koja znači sklonište, selo. Tijekom srednjega vijeka, mjestom upravlja barunija Commequiers. U tom se razdoblju selo počinje razvijati, ugošćujući svoje prve sajmove. 
Nakon rušenja dvorca Commequiers u 17. stoljeću, Challans postaje upravno središte okolne regije. S Francuskom revolucijom Challans postaje upravno središte distrikta. No, grad će biti i pogođen Vandejskim ratovima te će biti svjedokom brojnih sukoba republikanaca i rojalista.
U 19. stoljeću grad se nalazi u gospodarskom uzletu zahvaljujući izgradnji prometnica i željezničke pruge Nantes - Saint-Gilles. Brzi razvoj prati i izgradnja nekoliko važnih zdanja, među kojima se ističu nova neogotička crkva, dovršena 1897., i gradska vijećnica (1913.).
Poslije Drugoga svjetskoga rata Challans izrasta u pravo malo industrijsko središte regije.
Napredak grada u posljednjem stoljeću najbolje oslikava gradska deviza « In viam prosperitatis et pacis » (« Na putu blagostanja i mira »).

## Gospodarstvo i turizam
Challans je poznat po svojem peradarstvu, prvenstveno po slavnoj patki iz Challansa (canard de Challans) koja je bila na meniju slavnog pariškog restorana « la Tour d'Argent ».
Sajmovi : sajam des Minées je jedan od najvažnijih sajmova u departmanu Vendée, a njegovi se početci smještaju u srednji vijek. Sada se ovaj sajam održava jednom godišnje, početkom rujna. Od ostalih sajamskih događanja treba izdvojiti burzu oružja i drugih kolekcija (u kolovozu).
Turizam
Svojim zemljopisnim položajem, Challans je također neizbježno mjesto prolaza za turiste koji dolaze na vandejske plaže (Saint-Jean-de-Monts, Saint-Gilles, Noirmoutier…). Gradska ekonomija na taj način jako profitira od velikoga turističkog kolača.
Kako bi privukao turiste na boravak u gradu, Challans je 1988. stvorio sajam Challans nekada sa svojih četiri sajamska četvrtka na starinski način (dva puta u srpnju i dva puta u kolovozu) koji pokušava vjerno predočiti ozračje starih gradskih sajmova s početka 20. stoljeća sa svojim lokalnim folklorom.
Challans se osim toga ubraja u gradove nositelje francuskog zaštitnog znaka « ville fleurie » (= cvjetni grad), zahvaljujući cvjetnim kompozicijama kružnih tokova u gradu i zelenim površinama.
Industrija
U Challansu se nalazi tvornica grupe Bénéteau S.A. (svjetski lider u brodogradnji luksuznih brodica). K tome su se, zbog male udaljenosti od luke Saint-Nazaire, u Challansu značajno razvili drvodjelska industrija i dizajn pokućstva.

## Sport
Sportska povijest Challansa je dosta dinamična. Naime, tijekom 70-ih i 80-ih godina gradski se klub desetak godina održao na najvišoj razini državne košarkaške lige.
1999. grad je bio domaćin jedne od etapa Tour de Francea, a 2005. je bio polazište 2. etape toga poznatog biciklističkog natjecanja.

## Međunarodna suradnja
- Saronno, Italija

## Vanjske poveznice
- Službena stranica grada Challansa  Arhivirana inačica izvorne stranice od 30. prosinca 2012. (Wayback Machine)
- Challans na stranici kantonalnog turističkog ureda (sa slikama)  Arhivirana inačica izvorne stranice od 15. lipnja 2006. (Wayback Machine)
- Slike gradskih ulica  Arhivirana inačica izvorne stranice od 15. veljače 2006. (Wayback Machine)
- Položaj Challansa u Francuskoj (stranica ljetnog sajma Challans nekada)  Arhivirana inačica izvorne stranice od 16. lipnja 2006. (Wayback Machine)
- Smještaj Challansa na karti Francuske[neaktivna poveznica]
- Challans na stranici franc. Državnog geografskog instituta  Arhivirana inačica izvorne stranice od 11. ožujka 2007. (Wayback Machine)
- Challans na stranici Insee-a (franc. Državnog statističkog instituta)  Arhivirana inačica izvorne stranice od 4. svibnja 2006. (Wayback Machine)
- Challans na stranici franc. online enciklopedije Quid  Arhivirana inačica izvorne stranice od 10. srpnja 2006. (Wayback Machine)
- Općine oko Challansa[neaktivna poveznica]
- Poveznice prema stranicama s kartama i satelitskim snimkama grada[neaktivna poveznica]
- Plan grada na Mapquestu

|  | Portal Francuske – Pristup člancima s tematikom o Francuskoj. |